# Stalin-Linie

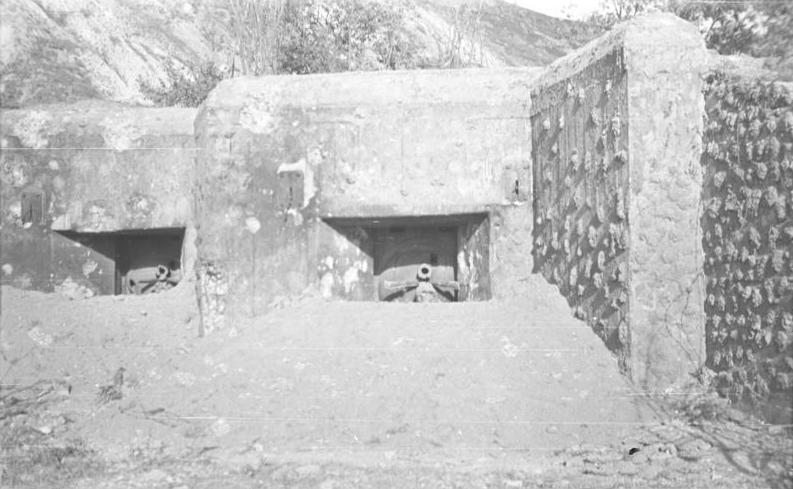
Zerstörtes Panzerwerk (Bunker mit Geschützen und Maschinengewehren) über dem Dnjepr bei Bronila unterhalb von Mogilew, Juli 1941

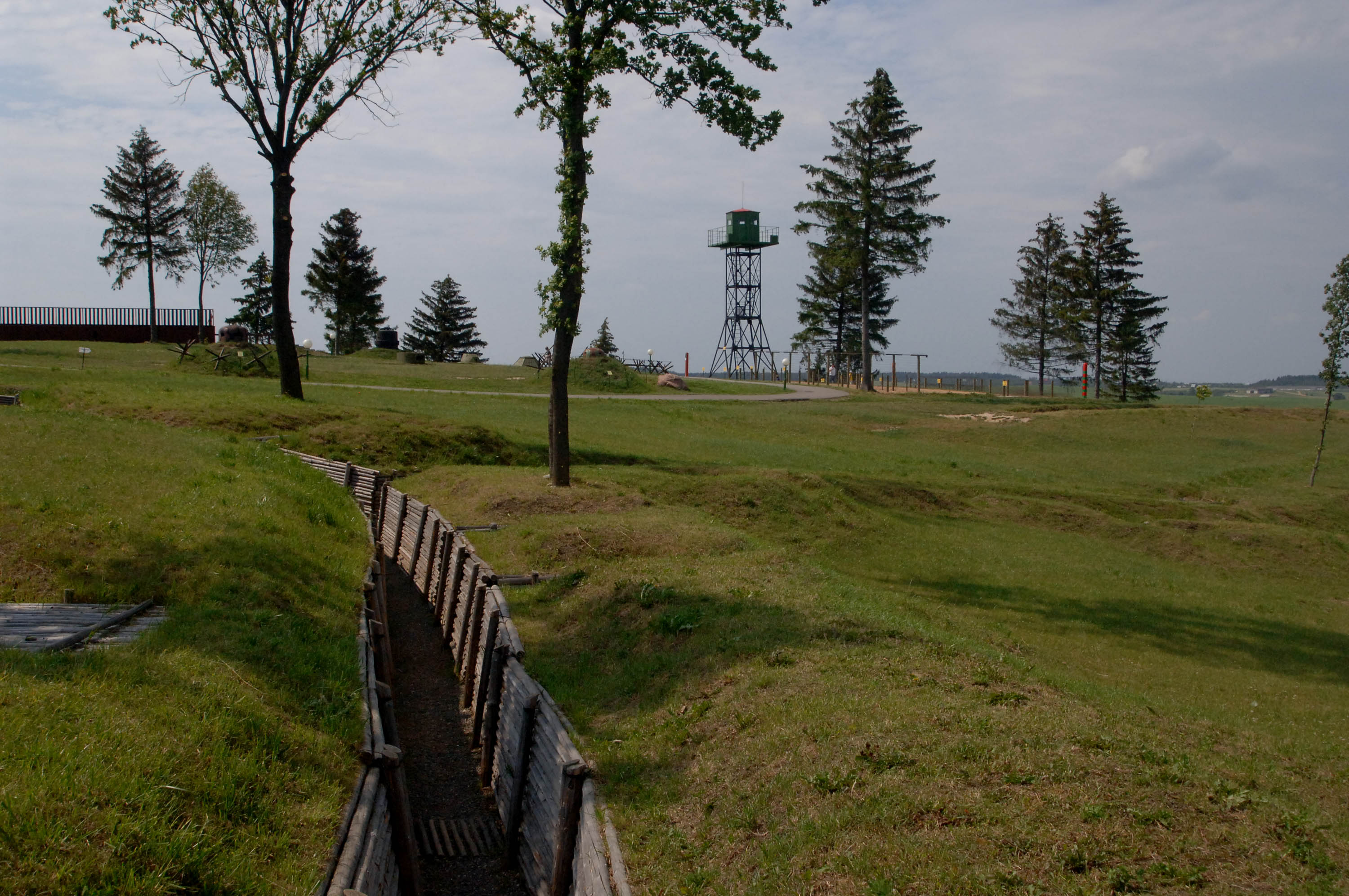
Stalin-Linie-Museum bei Minsk

Die Stalin-Linie war eine Verteidigungslinie der Roten Armee, die ab 1929 an den Westgrenzen der Sowjetunion errichtet wurde. Sie bestand aus einer Vielzahl von Betonbunkern, welche über leichte sowie schwere Bewaffnung verfügten. Sie erstreckte sich über die gesamte damalige Westgrenze von der Ostsee bis zum Schwarzen Meer. Sie verlief von Narwa und Pskow über Witebsk, Mogilew, Gomel und Schitomir sowie entlang des Flusses Dnjestr bis Odessa.
Nach der Besetzung Ostpolens 1939, das im Hitler-Stalin-Pakt der sowjetischen Interessensphäre zugeschlagen worden war, sowie der Besetzung Bessarabiens und der baltischen Staaten 1940 verschob sich die Westgrenze der Sowjetunion um ca. 300 Kilometer nach Westen. Stalin befahl, an der neuen Grenze die sogenannte Molotow-Linie zu errichten und dafür die Stalin-Linie aufzugeben. Trotzdem bereitete die Stalin-Linie beim deutschen Angriff auf die Sowjetunion dem Vormarsch der Heeresgruppe Süd der Wehrmacht erhebliche Probleme. Zwar war die Molotow-Linie noch nicht fertiggestellt und die Stalin-Linie teilweise entwaffnet, aber im südwestlichen Teil der Stalin-Linie gelang es der Roten Armee, die deutschen Truppen im Juli 1941 mehrere Tage lang am Vormarsch zu hindern. In diesem Abschnitt waren die deutschen Verluste bei der Überwindung der gut getarnten Befestigungen sehr hoch, wenngleich die nationalsozialistische Propaganda dies herunterspielte.